# Berezîne, Krînîcikî
Berezîne (în ucraineană Березине) este un sat în comuna Huleaipole din raionul Krînîcikî, regiunea Dnipropetrovsk, Ucraina.

## Demografie
Componența lingvistică a localității Berezîne
     Ucraineană (87,27%)
     Rusă (10,91%)
     Belarusă (1,82%)
Conform recensământului din 2001, majoritatea populației localității Berezîne era vorbitoare de ucraineană (87,27%), existând în minoritate și vorbitori de rusă (10,91%) și belarusă (1,82%).